# Leopold Roosen
Leopoldus Franscicus (Leopold) Roosen (Gent, 16 oktober 1879 – Brussel, 24 februari 1965) was een Belgisch bariton en theaterdirecteur.
Hij was zoon van "agent kazernement" Franciscus Johannes Roosen en Maria Joanna Julia van Rotten. Hij was getrouwd met Irma Camilla Rosalia Clauweart, van wie hij scheidde.
Hij trouwde in 1911 in Den Haag met Mary Charlotte Ringrose, die in 1917 op 34-jarige leeftijd overleed. In 1933 huwde hij met Hibarion Suzanne.
Hij kraag zijn zangopleiding aan het Brussels conservatorium. Hij ging echter zingen bij de Franse Opera in Den Haag (1908-1912). In de periode 1912 tot 1914 zong hij bij de Opéra in Parijs, maar in de Eerste Wereldoorlog kwam hij terug naar Den Haag om er directeur te worden van de Frans Opera (Théatre Royal de la Haye). Hij werd terzijde geschoven vanwege te weinig commercieel inzicht, richtte vervolgens een eigen gezelschap op. Deze broedervete leidde tot beider ondergang. In de periode 1918-1924 zong hij in de Koninklijke Muntschouwburg; in 1927 ging aan de slag in Lyon.